# Acrotona obfuscata
Acrotona obfuscata är en skalbaggsart som först beskrevs av Johann Ludwig Christian Gravenhorst 1802.  Acrotona obfuscata ingår i släktet Acrotona, och familjen kortvingar. Enligt den finländska rödlistan är arten sårbar i Finland. Arten är reproducerande i Sverige. Artens livsmiljö är sjö- och älvstränder.